# Fable III
Fable III är det tredje spelet i Fable-serien, utvecklat av Lionhead Studios och publicerat av Microsoft Game Studios. Det släpptes till Xbox 360 i oktober 2010.

## Gameplay
Spelet är ett rollspel med tredjepersonsperspektiv. Huvudkaraktären kan slåss med närkontaktsvapen, skjutvapen och magi. Som i de föregående spelen i Fable-serien kan spelaren uppfattas som ond eller god av andra karaktärer beroende på hur hen spelar. Det går att interagera med karaktärer genom olika uttryck, vilket kan ända deras uppfattning om spelaren. Det är möjligt att spela tillsammans med andra spelare, om man bjuder in dem till att spela i sin "värld".

## Handling
Spelaren börjar som en prins eller prinsessa I det fiktiva riket "Albion" där revolutionen bubblar under ytan på det industriella samhället. Spelet utspelar sig 50 år efter att hjälten och kungen i Fable 2 har dött. Huvudkaraktärens bror har makten över Albion, och agerar som en tyrann utan sympati. Spelarens mål är att samla på sig arméer och allierade för att störta brodern. Efter att brodern har störtats ställs spelaren inför olika moraliska val som påverkar rikets framtid.

## Rollista
- Michael Fassbender - Logan
- Naomie Harris - Page
- John Cleese - Jasper
- Bernard Hill - Sir Walter Beck
- Nicholas Hoult - Elliot
- Stephen Fry - Reaver
- Zoë Wanamaker - Theresa
- Ben Kingsley - Sabine
- Simon Pegg - Ben Finn
- Sean Pertwee - Saker
- David de Keyser - Ransom Locke
- Nicholas Boulton - Commander Milton
- Edward Hardwicke - Major Swift
- Jason Manford - Private Jammy
- Jonathan Ross - Barry Hatch
- Sebastian Abineri - Professor Ernest Faraday
- Richard Coyle - Petitioner
- Daniel Curshen - Lazlo
- Mark Heap - Brian
- Liam O'Brien - Hob
- Louis Tamone - The Prince (The Hero)
- Mischa Goodman - The Princess (The Heroine)
- Rachel Atkins - Olika röstroller
- Lucy Gaskell - Olika röstroller